# Aeroporto Internazionale Gregorio Luperón
L'Aeroporto Internazionale Gregorio Luperón  è un aeroporto situato a Puerto Plata, nella Repubblica Dominicana.